# De Tomaso Deauville
De Tomaso Deauville är en personbil, tillverkad av den italienska biltillverkaren De Tomaso mellan 1971 och 1986.

## Historik
De Tomaso Deauville presenterades på bilsalongen i Turin 1970, där även modellen Pantera hade Europa-premiär. Deauville var en stor sedan med fyra dörrar, ritad av Tom Tjaarda hos Ghia. Karossen uppvisade tydliga likheter med Jaguar XJ. Bilen hade likadan V8-motor från amerikanska Ford som Pantera, men i något nedtrimmat utförande. Förutom den femväxlade manuella växellådan kunde man välja automatväxellåda, även den från Ford. Bilen hade individuell hjulupphängning och skivbromsar runt om.